# Jens Seipenbusch
Jens Seipenbusch (Wuppertal, 6 agosto 1968) è un politico e fisico tedesco.
Laureato in fisica presso l'Università di Münster, il 4 luglio 2009 è stato eletto presidente del partito PIRATEN per la seconda volta. In maggio 2010 lui fu rieletto ancora una volta.